# Душевая кабина
Душевая кабина или гидромассажный бокс — сложное многофункциональное сантехническое устройство, предназначенное для приёма человеком водных процедур в виде душа (верхнего или каскадного), паровой бани и гидромассажа.

## Виды душевых кабин
Конструкция душевых кабин весьма разнообразна. Они могут иметь различные размеры (от 800x800x2050 до 1500х1750х2160 мм и более) и формы (овальные, угловые, прямоугольные).
Душевые кабины делятся на:
- сборные — имеют замкнутую конструкцию из трёх стенок и дверки. «Душевой угол» или «шторка» — конструкция с дверцей и одной боковой стенкой или с двумя дверцами, без задних стенок (а иногда и открытые сверху), которые крепятся к поддону и стенам ванной комнаты. «Душевые уголки» могут быть установлены только в углу ванной.
- моноблочные: просты в монтаже, имеют широкий ассортимент, который позволяет подобрать кабину под разную площадь ванной комнаты.

Кабины могут быть сделаны таким образом, чтобы приставлять их в угол комнаты либо к стене. Во многом это зависит от формы поддона, который устанавливается в основание. Поддон чаще всего выполнен из пластика или акрила. Акриловые поддоны отличаются невысокой стоимостью и высокой теплопроводимостью. Также встречаются поддоны, сделанные из кварила, эмалированной стали, чугуна, фаянсовые (керамические) и мраморные (искусственный камень). Последние самые надёжные и долговечные, а соответственно и поддоны из них являются самыми дорогими. Они быстро нагреваются, хорошо удерживают тепло и обладают повышенной износостойкостью. Качество душевой кабины во многом зависит от способности материала противостоять влажной среде и не накапливать грязь. Керамика имеет в своей структуре поры, которые со временем могут забиваться.
Задние стенки, дверной блок и шторки (раздвижные или распашные дверки кабин), в большинстве своём, выполнены из калёного стекла и металлических профилей. Защитное полотно из калёного стекла увеличивает стоимость изделия. Но и вариантов оформления здесь больше. Есть прозрачное, матовое, с рисунком и тонированное. Толщина стекла варьируется от 2.5 до 10 мм. Каркас душевой кабины делают из алюминия. В зависимости от интерьера ванной комнаты можно подобрать ограждение классического белого цвета, современного стального оттенка с хромированием или другого яркого цвета. В более дешёвых моделях используют полотно для каркаса из полистирола. Встречаются и модели класса «люкс» из дерева. Сверху кабину может накрывать купол или крыша, выполненная из пластика, иногда с прозрачными вставками.
Современные душевые кабины комплектуются аксессуарами в виде небольшого зеркала, ручек, полок для шампуня и мыла, вешалок для полотенец, диспенсеров (дозаторов) для жидкого мыла, душевыми головками и массажёрами для ног. Почти все душевые кабины оснащены пультом, с помощью которого можно управлять функциями вентилятора, радио, подсветки, телефона. Также кабина может быть оснащена функцией гидромассажа.
Если говорить об оборудовании общественных душевых, то в последнее время всё чаще идут по пути наименьшего сопротивления, используя в качестве душевых кабин душевые перегородки:
- ПФ-душ поликарбонат, когда в качестве сантехнических душевых перегородок используют сотовый поликарбонат 16 и 25 мм;
- ПФ-душ монолит, когда в качестве материала для сантехнических душевых перегородок используют монолитный пластик HPL толщиной 12 мм;
- ПФ-душ сэндвич, когда в качестве материала используется сэндвич-панель толщиной 16 и 25 мм.

Все эти три системы технологичны и просты в сборке. В основе каркаса, обеспечивающим пространственную и геометрическую жёсткость, является алюминиевый профиль П-образного сечения.

## Свойства душевых кабин
К достоинствам душевых относят:
- Экономичность — меньший расход воды при приёме душа (в сравнении с приёмом обычной ванны).
- Компактность — не занимают много места.
- Возможность установки вместе с обычной ванной.
- Герметичность — вода не попадает на пол, благодаря плотно закрывающимся створкам и герметичной фурнитуре.
- Многофункциональность — сочетание нескольких функций, таких как душ, гидромассаж, радио и т. д., одновременно.

Душевые кабины не лишены недостатков:
- Высокая стоимость самой кабины.
- Зависимость ряда процедур (гидромассаж, паробаня) от напора центрального водопровода.
- Ограниченная вместительность — вызывает неудобства при приёме душа у высоких людей.
- Ограничения при стирке вещей (вручную) — объём поддона не позволит выстирать крупные вещи.

## Функции душевых кабин
Все функции в европейской душевой кабине можно разделить на две группы: электронные и механические.
- Электронные
К электронным относятся: основное освещение в кабине (верхний свет), декоративное освещение (светодиоды), вентилятор или вытяжка, радиоприёмник или MP3-плеер, возможность приема телефонного звонка. Редко, но всё же встречается электронный гидрораспределитель, с помощью которого можно переключать режимы подачи воды в кабину.
- Механические 
К этому разделу можно отнести смеситель и гидрораспределитель (дивертер). Внутри гидрораспределителя находится картридж переключения режимов, благодаря которому пользователь легко может перевести поток воды из верхнего душа на гидромассажные форсунки или любой другой режим. Смеситель в душевой кабине чаще всего выглядит как блок, совмещающий в себе функции смешения и распределения потоков воды. В душевых кабинах переключатель режимов или гидрораспределитель встречается с количеством режимов от 2 до 6. Среди часто встречающихся функций в душевых кабинах можно увидеть следующие: верхний душ, также называемый тропическим ливнем, ручной душ, гидромассаж поясничного отдела спины, массаж стоп, излив воды в поддон душевой кабины и т. п.

Душевые кабины в США, Канаде и Австралии устроены совсем по-другому, если это неимпортные. Чаще всего они лишены каких-то декораций. Сама лейка душа вмонтирована в стену, и её не получится снять и двигать. Выключатель тоже отличается. Он выполняет функцию одновременно и регуляции температуры, и количества воды. Отдельно отрегулировать температуру и напор невозможно. При каждом включении душа вода постепенно проходит стадию с самой холодной до самой горячей. Причём чем горячее вода, тем больше её количество. Для американских ванн и душевых почти в 100 % случаях типична именно такая планировка. Обычно мигранты, переезжающие в США, модифицируют душ путём привинчивания шланга.